# Atwari
Atwari (en bengali : অটওয়ারী) est une upazila du Bangladesh dans le district de Panchagarh. En 1991, on y dénombrait 103 906 habitants.